# 韦尔特湖畔珀查赫
韦尔特湖畔珀查赫（參考譯名貝加合）是奥地利克恩顿州克拉根福兰县的一个市镇。总面积16.21平方公里，总人口2632人，人口密度162.4人/平方公里（2005年）。